# Dirk Riegner

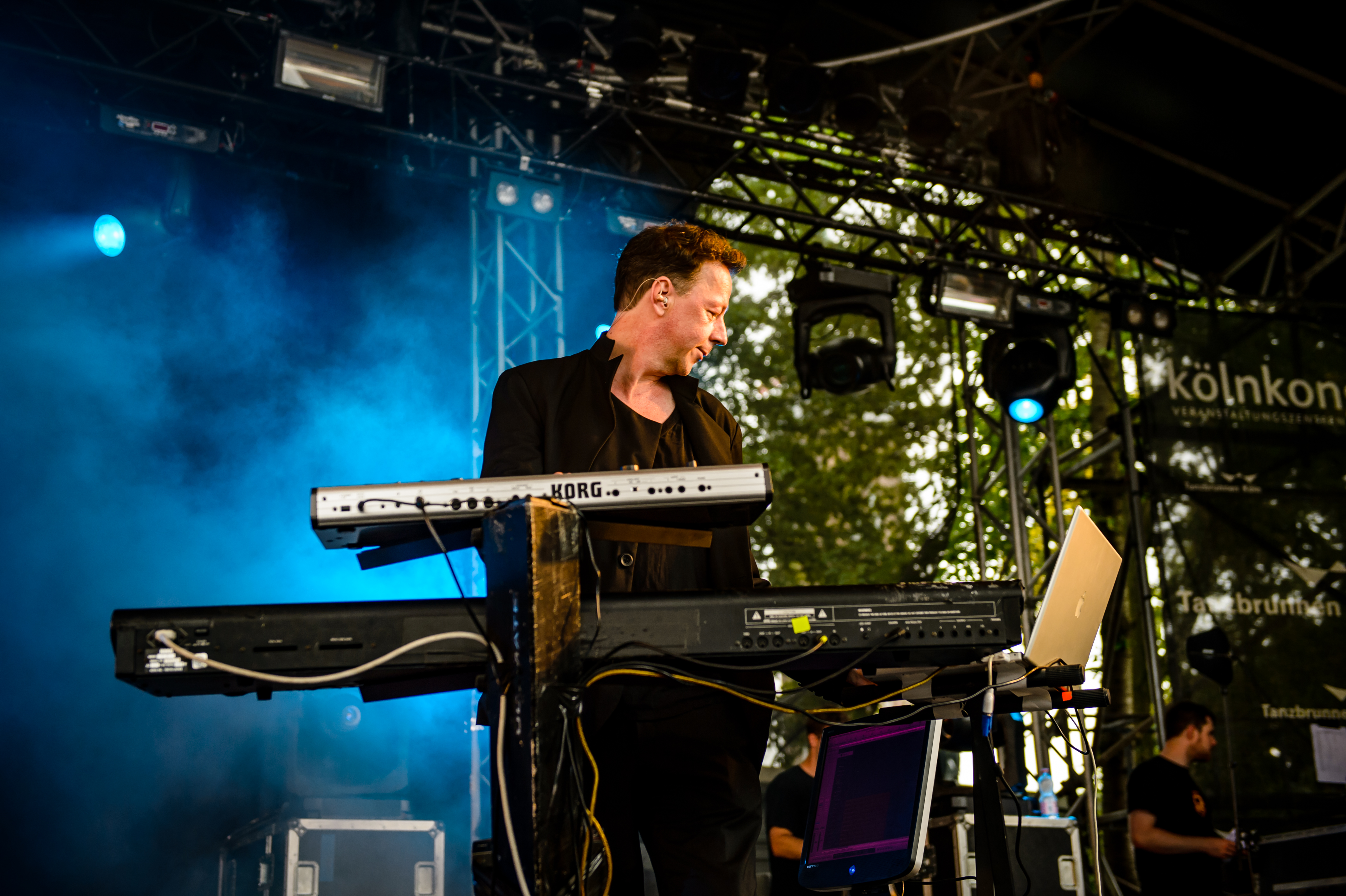
Dirk Riegner (2016)

Dirk Riegner ist ein deutscher Musiker, Songwriter und Musikproduzent.

## Leben
Riegner erlernte mit fünf Jahren sein erstes Musikinstrument und spielt heute Gitarre, Klavier und Trompete. In seiner Jugend zog es ihn ins Ruhrgebiet, wo er sein Abitur machte. Nach dem Abitur studierte Riegner Jura. Mit den Jahren nahm die Begeisterung für die Rockmusik immer mehr ab. Er zog nach Köln und widmete sich fortan der elektronischen Musik. Seine erste Band trug den Namen B.S.One.

## Musikalische Karriere

### Als Solokünstler
1999 veröffentlichte Riegner unter dem Pseudonym Space Jazz Dub Men die Single Don’t Mean a Thing. Seit 2014 ist er solo unter dem Pseudonym Caleidoscop unterwegs. Riegner selbst ordnet die Musik des Projekts den Genres Elektropop, New Romantic und Synthiepop zu.

### Mit Bands

#### Secret Discovery (seit 1997)
Riegner trat 1997 der Bochumer Rockband Secret Discovery als Keyboarder bei. Mit ihnen nahm er bis 1999 insgesamt vier Studioalben auf, bevor sich die Band splittete. Es folgten eine Kompilation, die Abschlusstournee mit Livealbum und die Trennung der Band. 2002 fand sich die Band wieder zusammen und trat im Vorprogramm zu Oomph!, Tiamat und Nightwish auf. 2004 und 2006 erschienen die letzten beiden Studioalben. Nach der Veröffentlichung des letzten Studioalbums Alternate folgte eine Tournee mit Unheilig. Erst 2014 veröffentlichte die Band wieder einen Tonträger, die Single Auf Wiedersehen (In Richtung Sieg).

#### Alice 2 (2001)
Während der Bandpause von Secret Discovery gründete Riegner zusammen mit, dem Gründungsmitglied von Secret Discovery, Kai Hoffmann das Alternative-Rock-Duo Alice 2. Aus dieser Kollaboration ging das Studioalbum Brave New World hervor sowie die Singles It’s a Crime und Don’t Rush. Sänger und Gitarrist war Hoffmann, Rieger war der Keyboarder. Die Lieder komponierten beide zusammen, produziert wurden sie von Riegner.

#### Schattenherz (seit 2013)
2013 gründete Riegner zusammen mit der deutschen Schlagersängerin Marianne Rosenberg das Pop-Duo Schattenherz. Rosenberg fungiert als Sängerin des Duos und Riegner als Keyboarder, zusammen schreiben sie alle Lieder in Eigenregie und Riegner produziert die Stücke zugleich. Die erste Single Alles klingt von dir erschien am 13. September 2013. Das Debütalbum Das Leben ist schön folgte einen Monat später am 18. Oktober 2013 und erreichte Position 94 der offiziellen deutschen Albumcharts.

### Als Autor und Produzent
Riegner wirkt an fast allen Liedern, an denen er beteiligt ist, als Komponist oder Produzent mit. In den 90er Jahren komponierte und produziere er fast ausschließlich nur Lieder, an denen er auch musikalisch beteiligt war. Seit den 2000ern ist dies nicht mehr der Fall. Die ersten Arbeiten im Hintergrund tätigte Riegner 2000, als Programmierer beim Album Don’t Give Me Names von den Guano Apes. 2003 wirkte er auch am Album Walking on a Thin Line von den Guano Apes mit. Beide Alben erreichten Position eins der deutschen Albumcharts und wurden mit Gold ausgezeichnet. Es folgten Zusammenarbeiten mit der DSDS-Siegerin Elli Erl und Xandria. Mit der Sängerin Rya und der Band In Strict Confidence arbeitete an zwei Alben mit. Im Januar 2007 tätigte Riegner einen Remix zu Summer Wine (Natalia Avelon & Ville Valo), der als B-Seite der Single zu finden war. Die Single selbst avancierte zum Nummer-eins-Hit in Finnland sowie Top-10-Hit in allen D-A-CH-Staaten. 2011 arbeitete er am 19. Studioalbum Regenrhythmus von Marianne Rosenberg mit, woraus später das gemeinsame Duo Schattenherz hervorging. Die letzten Jahre arbeitete er eng mit Peter Heppner zusammen. Er schrieb und produzierte an beiden Top-10-Alben solo und My Heart of Stone mit. Er ging sieben Mal zusammen mit ihm auf Tournee. 2018 steuerte Riegner wieder für die beiden neuen Heppner-Tonträger Confessions & Doubts und TanzZwang Lieder bei.

## Tourneen
- 01/2009–04/2009: Peter Heppner – Solo Tour
- 01/2010–10/2010: Peter Heppner – Clubtour
- 11/2012–04/2013: Peter Heppner – My Heart of Stone Tour
- 11/2014–12/2014: Peter Heppner – Peter Heppner Akustik 2014/15
- 03/2017–03/2017: Solar Fake – Akustik Tour
- 10/2017–12/2017: Peter Heppner – 30 Years of Heppner
- 11/2018–04/2019: Peter Heppner – Confessions & Doubts Tour
- 09/2022–09/2023: Peter Heppner – Peter Heppner Akustik 2022/23
- 09/2022–12/2024: Peter Heppner – TanzZwang Tour
- 04/2025–04/2025: Peter Heppner – Am Leben / Alive Pre-Listening-Tour

## Diskografie
Singles
- 1999: Don’t Mean a Thing

Gastbeiträge
- 2007: Book of Love (Obscenity Trial feat. Dirk Riegner & Chuck Mellow)

Remixe
- 2007: Natalia Avelon & Ville Valo – Summer Wine (DRP Winter Remix)
- 2018: Peter Heppner – Hermann Hesse: Im Nebel (Dirk Riegner Mix) (Album: TanzZwang)

Dirk Riegner als Autor (A) und Produzent (P) in den Charts
Riegner produziert und schreibt überwiegend für andere Musiker. Die folgende Tabelle beinhaltet alle Charterfolge in Deutschland, Österreich und der Schweiz, die Riegner in seiner Funktion als Autor (A) sowie als Musikproduzent (P) feierte. Sie gibt Auskunft über das Werk, den Interpreten sowie Details zur Veröffentlichung und Verkaufszahlen wieder.
| Jahr | Titel Interpretation                               | Höchstplatzierung, Gesamtwochen, AuszeichnungChartplatzierungen (Jahr, Titel, Interpretation, Platzierungen, Wochen, Auszeichnungen, Anmerkungen) | Höchstplatzierung, Gesamtwochen, AuszeichnungChartplatzierungen (Jahr, Titel, Interpretation, Platzierungen, Wochen, Auszeichnungen, Anmerkungen) | Höchstplatzierung, Gesamtwochen, AuszeichnungChartplatzierungen (Jahr, Titel, Interpretation, Platzierungen, Wochen, Auszeichnungen, Anmerkungen) | Anmerkungen                            |
| Jahr | Titel Interpretation                               | DE | AT | CH | Anmerkungen                            |
| ---- | -------------------------------------------------- | --- | --- | --- | -------------------------------------- |
| 2004 | In My Dream P Elli                                 | DE40 (5 Wo.)DE | — | — | Erstveröffentlichung: 12. Juli 2004    |
| 2004 | Not My Type P Elli                                 | DE90 (1 Wo.)DE | — | — | Erstveröffentlichung: 4. Oktober 2004  |
| 2004 | Aus Gold A, P Milù mit Kim Sanders & Peter Heppner | DE73 (5 Wo.)DE | — | — | Erstveröffentlichung: 6. Dezember 2004 |
| 2007 | Das Herz P Melotron                                | DE81 (1 Wo.)DE | — | — | Erstveröffentlichung: 19. Januar 2007  |
| 2010 | Haus der drei Sonnen P Nena & Heppner              | DE39 (4 Wo.)DE | — | — | Erstveröffentlichung: 5. November 2010 |
| 2012 | Meine Welt A, P Peter Heppner                      | DE44 (4 Wo.)DE | — | — | Erstveröffentlichung: 4. Mai 2012      |